# 24/7 -TWENTY FOUR/SEVEN-
「24/7 -TWENTY FOUR/SEVEN-」（トゥエンティーフォーセブン）は、2000年11月22日にリリースされたDREAMS COME TRUEの26thシングル。

## 概要
- 前作「わすれものばんちょう」以来4ヶ月ぶりのシングル。
- カップリングには、「club DCTgarden Vol.1」として、リミックスバージョンを収録。
- 「24/7 -TWENTY FOUR/SEVEN-」は後に11thアルバム『monkey girl odyssey』に収録、「SONG OF JOY」は、『SING OR DIE -WORLDWIDE VERSION-』から別バージョンでシングルカット、「MITSUBACHI」は、「みつばち」として、10thアルバム『the Monster』から別バージョンでシングルカット。
- 次の27thシングル「好きだけじゃだめなんだ」と同時期に製作された。
- CD EXTRAがつき、24/7 -TWENTY FOUR / SEVEN-、24/7 the movie の特設サイトに繋がることができる。

## 収録曲
1. 24/7 -TWENTY FOUR/SEVEN-
  - 作詞：吉田美和、作曲：中村正人・吉田美和、編曲：中村正人
  - TBS系『世界・ふしぎ発見!』エンディング・テーマ。
2. SONG OF JOY -“king crab”mix-
  - 作詞・作曲：吉田美和、編曲：中村正人
3. MITSUBACHI -king's mambo magnifico mix-
  - 作詞：吉田美和、作曲・編曲：中村正人
4. 24/7 -club mix featuring ZEEBRA-
  - 作詞：吉田美和・ZEEBRA、作曲：中村正人・吉田美和、編曲：中村正人
  - ゲストとしてZEEBRAが参加。

## 収録アルバム
- monkey girl odyssey(2001年12月5日)
- DREAMANIA DREAMS COME TRUE 〜SMOOTH GROOVE COLLECTION〜(2004年1月9日)
- LOVE OVERFLOWS -ASIAN EDITION-(2004年3月3日、ENGLISH VERSION)
- DREAMS COME TRUE THE BEST! 私のドリカム(2015年7月7日)

## 24/7 -the movie-

### 概要
- 2000年にDVDで発売された作品。
- 「24/7 -the movie-」は「24/7」をイメージした映像作品。吉田美和と剣太郎セガールが共演し、ベッドシーン（性交後の後戯）を演じて話題となった。
- 他に「24/7-TWENTY FOUR/SEVEN-」のPVを収録している。
- 映像作品の中で、DVDのみでの発売は初めて。

### 収録曲
1. 24/7- the movie -
2. 24/7- music video -
3. Making of "24/7-the movie-"